# 日本基督教団神戸聖愛教会
日本基督教団 神戸聖愛教会（にほんきりすときょうだん こうべせいあいきょうかい）は、兵庫県神戸市中央区にある日本基督教団の教会。1882年創立の神戸バプテスト教会を源流とし、1948年、他の２教会と合同して神戸聖愛教会となった。バプテストの伝統を保持し教団新生会に所属している。

## 神戸バプテスト教会
米国北部バプテストから宣教師として派遣されたヘンリー・ホルコム・リース（Henry Holcombe Rhees、1828-1899）が、東京から神戸に転任し1882年（明治15年）3月1日、北野町4丁目外五番館の自宅に「神戸浸（しずめ）教会」を設立した。関西で最初のバプテスト教会であった。1888年（明治21年）ロバート・オースチン・タムソン（Robert Austin Thomson、1860-1932）宣教師が来神し、彼は1889年（明治22年）メソジスト監督派教会の女性宣教師、ギャゼリー・マリア・ルロフソン（Gazelle Maria Rulofson、1850-1932）と結婚した。1892年（明治25年）5月、下山手通三丁目に会堂を献堂した（1945年戦災焼失）。教会の名称は神戸浸教会から、神戸浸礼教会または神戸バプテスト教会と称されていたが、1913年（大正2年）1月、正式に神戸バプテスト教会と改称した。教会は日本バプテスト東部組合（東部組合）に所属していたが、1940年（昭和15年）1月、東部組合が日本バプテスト西部組合（西部組合）と合同して日本バプテスト基督教団（バプテスト教団）となると、名称を日本バプテスト神戸基督教会に改称した。さらにバプテスト教団は、1941年、宗教団体法によって設立された日本基督教団に第4部として加盟し、それにより教会名は神戸下山手教会と改称した。1945年6月、神戸大空襲により会堂を焼失し、その後2年間余、信徒の家、啓明女学院の教室などを転々として主日礼拝を継続した。1947年（昭和22年）11月、GHQから与えられた2棟のコンセット・ハット（かまぼこ兵舎）によって葺合教会の焼け跡の一部に仮設会堂を建設し献堂式を行った。

### 歴代主任伝道者
※『八十年の歩み』2頁による。
- 内田正
- 鈴木任
- 吉川亀
- 高橋楯雄
- 吉川亀
- 下瀬加守
- 三田村新七
- 内藤忠雄

## 葺合バプテスト教会
1895年（明治28年）タムソン宣教師夫妻は、小野浜の地で「善隣幼稚園」を開園すると同時にその場所で、キリスト教の伝道を始めた。善隣幼稚園は神戸で2番目に古い歴史をもつ幼稚園で、港湾労働者など困難な家庭環境のこどもたちのために始められた日本で最初の福祉的幼稚園であったとされている。その後、神戸葺合講義所（現在の伝道所）が開設され、1907年 （明治40年）頃に小野柄通4丁目に移転。それまで神戸バプテスト教会に付属していたが1911年（明治44年）10月に分離独立して北部バプテスト・ミッションの直属となった。1919年（大正8年）11月、教会設立して葺合バプテスト教会となる。1927年（昭和2年）10月、神若通6丁目で新会堂を献堂。善隣幼稚園と協同して、神戸東部の賀川豊彦が新生活運動の拠点とした生活困窮地区の伝道に当たった。現在、賀川記念館の所在地に善隣幼稚園があったが、同地を賀川の働きのために無償で譲渡することとなったため善隣幼稚園の移転地が必要となり、幼稚園と教会の建物を合同させ1937年（昭和12年）5月、葺合区国香通六丁目7でウィリアム・メレル・ヴォーリズ設計の葺合教会・私立善隣幼稚園の献堂を行った。教会は東部組合に所属していたが、1940年1月、東部組合が西部組合と合同してバプテスト教団となると、名称を日本バプテスト葺合基督教会に改称した。さらにバプテスト教団は、1941年、宗教団体法によって設立された日本基督教団に第4部として加盟し、それにより教会名は神戸葺合教会と改称した。1945年6月、神戸大空襲により会堂を焼失し、礼拝の継続は困難となった。

### 歴代主任伝道者
※『八十年の歩み』3-4頁による。
- 中島辰蔵
- 秋元安平
- 原三千之助
- 菅谷仁
- 鈴木浜
- 堀岩平
- 大沢孫一郎（兼任）

## 兵庫バプテスト教会
タムソン宣教師夫妻が、善隣幼稚園で伝道を始めると同時に、1895年8月、兵庫戸場町22番邸に兵庫講義所を開設したのがこの教会の起源である。1908年（明治41年）3月に兵庫浸礼教会を設立した。1911年（明治44年）兵庫バプテスト教会に改称。この通称「兵庫教会」は、近くに新開地という歓楽街を控え、盛り場での街頭伝道中に石つぶての洗礼を受けるなど、他の教会には見られない幾多の迫害を経験したが、家庭的な教会として伝道活動を続けた。1911年10月、兵庫塚本通1丁目に新会堂を献堂した。この会堂はヴォーリスの設計による木造モルタル張り、洋風の落ち着いたたたずまいは周囲の民家と溶け合った存在であった。教会は東部組合に所属していたが、1940年1月、東部組合が西部組合と合同してバプテスト教団となると、名称を日本バプテスト兵庫基督教会に改称した。さらにバプテスト教団は、1941年、宗教団体法によって設立された日本基督教団に第4部として加盟し、それにより教会名は神戸塚本教会と改称した。1945年3月、他の二つの教会に先だって空襲により会堂を焼失し、礼拝の継続は困難となった。

### 歴代主任伝道者
※『八十年の歩み』5頁による。
- 吉川太平太
- 原三千之助
- 赤川潔
- 大沢孫一郎

## 神戸聖愛教会
3つの姉妹教会が相次いで会堂を焼失し、1947年、下山手教会に仮会堂が与えられたが、会堂の再建ができなかった葺合、塚本両教会が信徒総会で下山手教会と合同することを決議し、1948年（昭和23年）5月2日に神戸聖愛教会として発足した。仮会堂が手狭となり新会堂の必要性が高まり、また善隣幼稚園の再建の要望もあり、1952年（昭和27年）7月、現在の土地に会堂を新築し献堂式を同年11月に挙行した。戦後、旧東部組合の中で会派問題が起り、最終的にはその一部の教会は日本基督教団を離脱して日本バプテスト同盟を結成したが、神戸聖愛教会は日本基督教団に残留する道を選び教団新生会の形成に参画した。1958年（昭和33年）12月、放火により会堂の7割が焼失したが、1959年（昭和34年）会堂増築竣工感謝会を行った。1982年（昭和57年）創立100周年を記念して会堂北側に「記念ホール」（現在の北館）を建築し2階部分は牧師館とした。1986年（昭和61年）善隣幼稚園は園児減少により、惜しまれながら廃園とした。創立110年となる1992年（平成4年）3月、現在の礼拝堂の献堂式を行った。

### 歴代主任担任教師
- 内藤忠雄
- 新里昌平
- 村椿真理
- 新里昌平
- 小栗善忠
- 小栗献